# توماس تراهرن

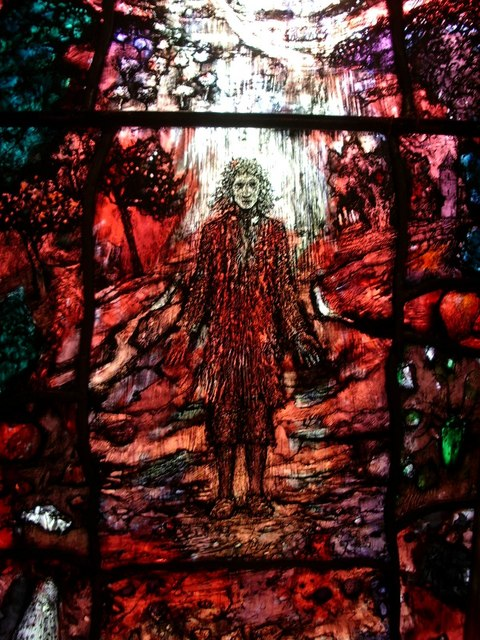
توماس تراهرن

توماس تراهِرن (به انگلیسی: Thomas Traherne) (زاده ۱۶۳۶ یا ۱۶۳۷ - درگذشته ۲۷ سپتامبر ۱۶۷۴) شاعر و نویسنده انگلیسی بود. سبک او را اغلب ماوراءالطبیعی می دانند.